# Église Saint-Ambroise de Lierna
Pour les articles homonymes, voir Église Saint-Ambroise et Saint-Ambroise (homonymie).
L'église Saint-Ambroise de Lierna est une église catholique paroissiale dédiée à saint Ambroise de Milan située à Lierna, près du lac de Côme. Sa fondation a eu lieu au début du Xe siècle et le clocher roman est un des plus anciens de la Lombardie.

## Histoire

### Les origines
L'édifice original  de Lierna appartenait au monastère Saint Dionigi de Milan, jusqu'à 1202, à la suite d'un don de l'archevêque Aribert d'Intimiano. Des documents d'archives témoignent de l'existence en 1500 d'une église dédiée à Saint Amboise.
Du bâtiment d'origine il ne reste que le clocher roman, l'un des plus anciens de Lombardie, qui a été construit avant l'an mille. 
L'église paroissiale a été construite en 1619 par l' évêques de Côme Filippo Archinti (1595-1621). L'église actuelle a été consacrée par le évêque de Côme Lazzaro Carafino en 1627.
En 1778, le bâtiment a été rénové et agrandi dans les formes sobres du baroquetardif. L'autel de marbre conserve les reliques de Saint Colomban, Saint Charles, Saint Perpétue, et Saint Diletto (pas présent dans les listes).
La sacristie a été agrandie en 1826.

## Œuvres d'art
- Notre Dame du Rosaire, connu sous le nom La Madonna di Lierna entourée des Saint François d'Assise, Saint Antoine le Grand, Saint Antoine de Padoue, peinture de Gian Battista Macolino[3].
- Le chœur en bois sculpté réalisé en 1806 est de Ambrogio Barindelli .
- Le vitrail Art Nouveau de la façade, de Luigi Fontana, représente Saint Ambroise.
- Les fresques de la voûte qui datent de 1935 sont du peintre Umberto Marigliani. Il s'agit de cinq médaillons représentant la vie de Saint Ambroise.
- Les lunettes externes et internes avec les quatre grands prophètes et les quatre évangélistes sont aussi de Marigliani ainsi que le médaillon central de l' abside représentant  le « Sermon sur la montagne » et deux autres peintures avec la Sainte Thérèse et l'Enfant Jésus et Saint Jean Bosco.
- Les retables  « L'Adoration des Mages » et « Le Massacre des Innocents » sont d'un artiste inconnu.